# إيما لويزا تيرنر
إيما لويزا تورنر(بالإنجليزية: Emma Louisa Turner) 9 يونيو 1867 - 13 أغسطس 1940) عالمة طيور إنجليزية ومصورة طيور رائدة. بدأت تيرنر التصوير الفوتوغرافي في سن 34 ، بعد لقاء مصور الحياة البرية ريتشارد كيرتون . انضمت إلى الجمعية الملكية للتصوير الفوتوغرافي في عام 1901 ، وبحلول عام 1904 كانت قد بدأت في إلقاء محاضرات مصورة بشرائح التصوير الخاصة بها .
كتبت تورنر ثمانية كتب وأصدرت العديد من المجلات كما نشرت العديد من المقالات،وفازت صورتهابميدالية ذهبية عن صورة التقطتها وعنونتها بـلجريب كبير. كانت واحدة من أوائل النساء اللاتي تم انتخابهن في زمالة جمعية لينيون وأول عضوة فخرية في اتحاد علماء الطيور البريطانيين . على الرغم من أنها ليست خريجة، إلا أنها كانت أيضًا عضوًا فخريًا في الاتحاد البريطاني للجامعيات . فقدت بصرها قبل وفاتها بعامين.

## المنشورات

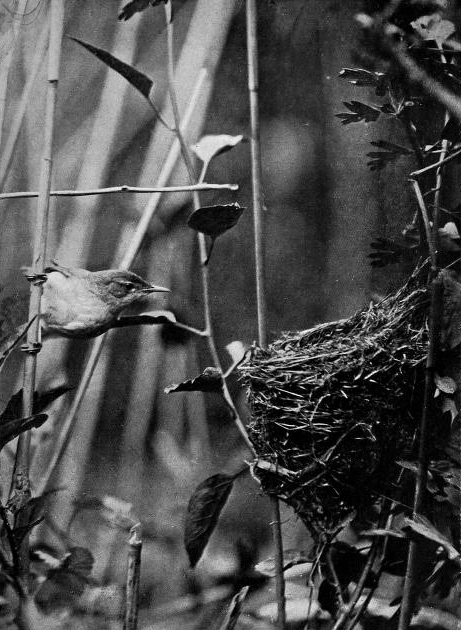
نقشارة القصب وعشها من طيور تورنر برودلاند

أنتجت تيرنر المئات ، إن لم يكن الآلاف ، من الصور في حياتها ، وظهر الكثير منها في منشوراتها العديدة.  تم التبرع بمعظم لوحاتها الأصلية، ولكن بصرف النظر عن صورها المرئية ، بدا أنها فقدت جميعها تقريبًا من عام 1940 حتى عام 2020 ، عندما تم العثور على مئات اللوحات والشرائح في صندوق من الورق المقوى في ثيتفورد .  

### كتب

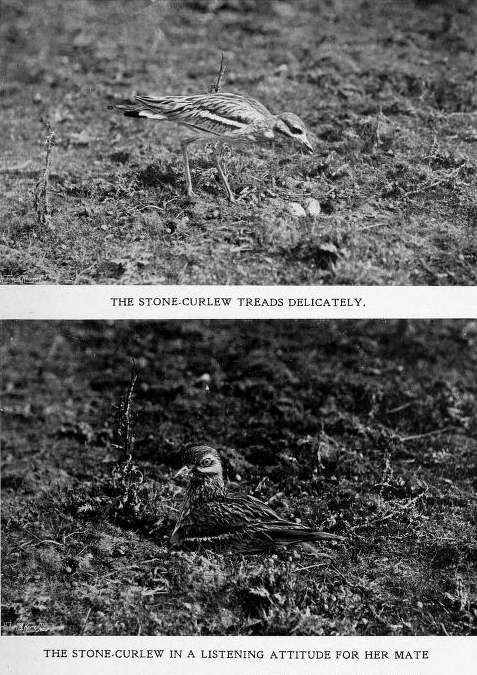
الكروان الحجري (Burhinus oedicnemus) من Broadland Birds

- with Bahr، P H (1907). The Home Life of Some Marsh Birds. London: H. F. & G. Witherby.[ا]
- Broadland Birds. London: Country Life  [لغات أخرى]‏. 1924.{{استشهاد بكتاب}}:  صيانة الاستشهاد: علامات ترقيم زائدة (link)
- with Gurney، Robert (1925). A Book about Birds. London: C Arthur Pearson.[ب]
- Birdwatching on Scolt Head. London: Country Life. 1928.
- Stray Leaves from Nature's Notebook. London: Country Life. 1929.
- Togo, My Squirrel. London: J W Arrowsmith. 1932.
- My Swans the Wylly-Wyllys. London: J W Arrowsmith. 1932.
- Every Garden a Bird Sanctuary. London: H.F. & G. Witherby. 1935.

### مقالات مختارة
من أشهر مقالاتها العديدة: 
- Turner، Emma (1907). A nesting Reeve in Norfolk . ج. 22. ص. 231–233 – عبر ويكي مصدر.
- "The return of the Bittern". Transactions of the Norfolk and Norwich Naturalists' Society. ج. 9 ع. 3: 433–436. 1912. مؤرشف من الأصل في 2023-03-14.
- "The bittern in the Norfolk Broads: 'A great entail'". British Birds. ج. 13 ع. 1: 5–12. يونيو 1919. مؤرشف من الأصل في 2023-03-14.
- "Notes on the breeding of the Bittern in Norfolk". Transactions of the Norfolk and Norwich Naturalists' Society. ج. 10 ع. 4: 319–334. 1919. مؤرشف من الأصل في 2023-03-14.
- "Presidential address: The Status of Birds in Broadland". Transactions of the Norfolk and Norwich Naturalists' Society. ج. 11 ع. 3: 227–240. 1922. مؤرشف من الأصل في 2023-03-14.

## أنظر أيضا
- الجدول الزمني للمرأة في العلوم

## ملحوظات
1. ↑  Phillip Henry Bahr, later فيليب مانسون باهر was a علم الحيوان, physician and BOU member who contributed chapters on the غواص أحمر الحنجرة، نورس أسود الرأس and شنقب شائع.
2. ↑  Robert Gurney was a Hickling landowner, zoologist and Turner's friend.[6]

## روابط خارجية
- أعمال إيما لويزا تيرنر في ليبري فوكس